# كولتورال ليونيسا
نادي ليونيسا للثقافة والرياضة أو نادي كولتورال ديبورتيفو ليونيسا (بالإسبانية: Cultural y Deportiva Leonesa)‏ (تلفظ بالإسبانية: ‎/kultuˈɾal i ðepoɾˈtiβa le.oˈnesa/‏) أو كما يُعرف اختصارًا باسم كولتورال ليونسيا (بالإسبانية: Cultural Leonesa)‏ (تلفظ بالإسبانية: ‎/kultuˈɾal le.oˈnesa/‏)، هو نادي كرة قدم إسباني محترف يلعب في الدوري الإسباني الدرجة الثانية ب. تأسس كولتورال ليونيسا بتاريخ 5 أغسطس 1923، ويقع مقره في مدينة ليون الواقعة في منطقة الحكم الذاتي قشتالة وليون، ويلعب الفريق مبارياته على ملعب رينو دي ليون، ويتسع الملعب لحوالي 13,346.

## التاريخ
تأسَّسَ نادي كولتورال ديبورتيفا ليونيسا في الخامس من آب/أغسطس 1923. فاز النادي في العام الموالي على تأسيسهِ بالبطولة الإقليمية ثم تأهل عام 1929 للعبِ في دوري الدرجة الثالثة قبل أن يصعدَ في وقتٍ لاحقٍ لدوري الدرجة الثانية. توقَّف النادي عن النشاط الكرويّ عام 1931 في الوقتِ الذي تأسَّست عددٌ من الفرق في المدينة حيث غطَّت نوعًا ما عن غيابِ كولتورال ليونيسا الذي عادَ للمنافسة في إسبانيا بعد الحرب الأهلية الإسبانية. صعدَ الفريق عام 1955 لأول مرةٍ في تاريخهِ إلى الدوري الإسباني حيث خاض موسمًا واحدًا فقط قبل العودة لدوري الدرجة الثانيّة. غُيّر اسم النادي موسم 1987–88 مؤقتًا إلى مايونيزا كولتورال (بالإنجليزية: Mayonesa Cultural)‏ بعدَ عقدِ صفقة رعايةٍ مع هاينز التي كانت قد اقتحمت السوق الإسباني حينها.
هبطَ النادي عام 2011 إلى دوري الدرجة الثالثة بسببِ الديون ورواتب الاعبين غير المدفوعة. اشترت أكاديمية أسباير القطريّة عام 2015 نحو 99٪ من أسهم النادي وهو ما جنَّب الفريق الإفلاس أو الحلّ نهائيًا. صعدَ كولتورال ليونيسا في الثامن والعشرين من أيّار/مايو 2017 إلى دوري الدرجة الثانيّة من جديدٍ وذلك بعد غيابٍ دامَ 42 عامًا حيثُ فازَ على نادي برشلونة ب في مباريات الملحق. أعلنَ نادي ليدز يونايتد الإنجليزي في الثالث من كانون الثاني/يناير 2018 عن شراكةٍ رسميةٍ مع أكاديمية أسباير القطريّة مالكة كولتورال ليونيسا. مكّنت هذه الشراكة النادي الإسباني من الحصول على خدمات عددٍ من لاعبي ليدز وعلى رأسهم يوسوكي إيديغوشي وأواسيم بوي على سبيل الإعارة.
هبطَ كولتورال ليونيسا في الثاني من حزيران/يونيو 2018 من جديدٍ لدوري الدرجة الثالثة بعد هزيمتهِ من قِبل نومانسيا في الجولة الأخيرة. قاتلَ النادي في الموسم الكرويّ 2018–19 في المجموعة الأولى من أجلِ العودة إلى الدرجة الثانية لكنه فشل في ذلك بعدما حلَّ خامسًا في جدول ترتيب الدوري. حقَّقَ النادي بداية جيّدة في الموسم الكرويّ 2019–20 حيث احتلَّ المركز الثاني بعد أول 16 مباراة، كما أقصى أتلتيكو مدريد في دور الـ 32 في مسابقة كأس الملك. عيَّنَ النادي في الثاني من كانون الأول/ديسمبر 2020 إنيجو إيدياكيز للإشرافِ على الإدارة الفنيّة للفريق وهو المدرب الذي كان يُدرّب لوتون تاون الناشط في دوري البطولة الإنجليزية كما درب سابقًا ليستر سيتي وديربي كاونتي.

## الفريق

### التشكيلة الحالية
آخر تحديث للتشكيلة كان بتاريخ 30 ديسمبر 2020:
| الرقم | الجنسية   | المركز | الاسم                     |
| ----- | --------- | ------ | ------------------------- |
| 1     | إسبانيا   | حارس   | أندوني زوبياوروي دورونسور |
| 2     | إسبانيا   | مدافع  | هيكتور روداس              |
| 3     | إسبانيا   | مدافع  | صموئيل أرواخو فرنانديز    |
| 4     | إسبانيا   | مدافع  | كريستيان غالاس            |
| 5     | إسبانيا   | مدافع  | إريك مونتيس               |
| 6     | إسبانيا   | وسط    | مارك روفيرولا             |
| 7     | إسبانيا   | وسط    | رافاييل راموس خيمينيز     |
| 9     | إسبانيا   | مهاجم  | هيكتور هرنانديز ماريرو    |
| 10    | إسبانيا   | وسط    | سيرجيو ماركوس غونزاليس    |
| 11    | بلجيكا    | مهاجم  | أندي كاوايا               |
| 12    | الأرجنتين | مهاجم  | فلافيو شيامبيتشيتي        |
| 13    | مالي      | حارس   | صموئيل ديارا              |

| الرقم | الجنسية | المركز | الاسم                            |
| ----- | ------- | ------ | -------------------------------- |
| 14    | إسبانيا | مدافع  | جولين كاستانيادا                 |
| 15    | إسبانيا | وسط    | خوسيه كارلوس سانشيز غونزاليز     |
| 16    | إسبانيا | مدافع  | خوسيه أنتونيو أباد مارتينيز      |
| 17    | إسبانيا | مهاجم  | ديونيسيو إيمانويل فيلالبا روخانو |
| 18    | إسبانيا | مهاجم  | ألبيرتو فوينتيس غوميز            |
| 19    | إسبانيا | مهاجم  | كارلوس برافو                     |
| 20    | إسبانيا | وسط    | جولييان لوكي كوند                |
| 21    | فرنسا   | مدافع  | فيرجيل تيريزين                   |
| 22    | إسبانيا | مدافع  | ماريو سانشيز فرانكو              |
| –     | إسبانيا | مدافع  | إيتور فرنانديز لوبيز             |
| –     | إسبانيا | مهاجم  | آرون بينيان دو لا فوينت          |